# Manduhubaolage
Manduhubaolage (kinesiska: 满都胡宝拉格, 满都胡宝拉格苏木) är en socken i Kina. Den ligger i den autonoma regionen Inre Mongoliet, i den norra delen av landet, omkring 830 kilometer nordost om regionhuvudstaden Hohhot.
Genomsnittlig årsnederbörd är 626 millimeter. Den regnigaste månaden är juli, med i genomsnitt 201 mm nederbörd, och den torraste är januari, med 6 mm nederbörd.